# 相生町 (前橋市)
相生町（あいおいちょう）は、群馬県前橋市の旧町名である。
現在の本町一丁目、本町二丁目、表町一丁目の各一部にあたる。1966年（昭和41年）の住居表示の実施により、本町一丁目、本町二丁目、表町一丁目の各一部となった。

## 地理
前橋市の中部に位置していた。

## 歴史
かつての群馬郡前橋白銀町、前橋鍛冶町が1873年（明治6年）に合併してできた地名である。
1966年（昭和41年）の住居表示の実施に伴う町名変更により、北部および東部が本町二丁目、南部が表町二丁目の各一部となり消滅した。

### 年表
- 1889年 相生町を含む30町11大字を合併し東群馬郡前橋町が成立したため、前橋町の町名となる。
- 1892年 東群馬郡前橋町が市制施行して前橋市となる。その際に前橋市の町名となる。
- 1966年 住居表示の実施に伴う町名変更により、北部および東部が本町二丁目、南部が表町二丁目の各一部となり消滅。